# Vărădia de Mureș (gmina)
Vărădia de Mureș – gmina w Rumunii, w okręgu Arad. Obejmuje miejscowości Baia, Julița, Lupești, Nicolae Bălcescu, Stejar i Vărădia de Mureș. W 2011 roku liczyła 1755 mieszkańców.